# Прьезак, Даниэль де
Даниэль де Прьезак (фр. Daniel de Priézac; 1590, Лимузен — май 1662, Париж) — французский юрист, писатель

, педагог. Доктор права. член-основатель Французской академии (кресло № 40, 1639—1662).
В 1614 году стал доктором права в Бордо. Был профессором юриспруденции Университета Бордо, служил государственным советником. Протеже Сегье.
Участвовал в создании Французской академии.
Автор работ о религиозных спорах на французском и латинском языках, а также политических дискурсов. Ему принадлежат Défence des droits et prérogatives des roys de France, contre Alexandre-Patrice Armacan, théologien («Защита прав и прерогатив королей Франции против Александра-Патриса Армакана, богослова»), опубликованной сначала на латыни в 1639 году, а затем на французском языке в 1640 году, в которой он утверждает, что кардинал Ришельё, провозглашая верховенство королевской власти и, таким образом, защищая интересы Франции, защищает интересы католической религии. Кроме политических речей, изданных в 1652—1654 , Д. де Прьезак оставил Paraphrases sur les Psaumes («Парафразы на псалмы») и сочинение Les Privilèges de la Vierge Mère de Dieu («Привилегии Богородицы Девы Марии»), изданное в 1648 г.